# Paul Dujardin
Paul Léon Auguste Louis Joseph Dujardin (Tourcoing, 10 maggio 1894 – Coulon, 17 aprile 1959) è stato un pallanuotista francese, vincitore di una medaglia d'oro all'olimpiade di Parigi 1924 ed una di bronzo ad Amsterdam 1928.